# Campi Salentina
Campi Salentina là một đô thị và thị xã của Ý. Đô thị này thuộc tỉnh Lecce trong vùng Apulia. Campi Salentina có diện tích 45 km2, dân số theo ước tính năm 2005 của Viện thống kê quốc gia Ý là 11.009 người. 
Các đơn vị dân cư:
Đô thị Campi Salentina giáp với các đô thị:
- Cellino San Marco (BR)
- Guagnano
- Novoli
- Salice Salentino
- Squinzano
- Trepuzzi
- Veglie